# Dave Parker
David Gene Parker (Grenada, Misisipi, 9 de junio de 1951-Cincinnati, Ohio; 28 de junio de 2025), más conocido como Dave Parker, fue un jugador profesional estadounidense de béisbol que se desempeñó en la posición de jardinero derecho en las Grandes Ligas de Béisbol (MLB). Logró obtener tres Guantes de Oro.

## Carrera
Parker jugó como profesional once temporadas en Pittsburgh Pirates (1973-1983), después pasó por varios equipos, Cincinnati Reds (1984-1987), Oakland Athletics (1988-1989), Milwaukee Brewers (1990), California Angels (1991), y finalmente, se unió a Toronto Blue Jays, donde jugó una temporada (1991), y fue el equipo en el que se retiró.
En el Caribe jugó en República Dominicana y Venezuela con las Águilas Cibaeñas y los Navegantes del Magallanes, respectivamente.

## Premios
Fue galardonado con el Guante de Oro en tres oportunidades (1977, 1978 y 1979).